# Acustica (album)
Acustica è un album di Eugenio Finardi, pubblicato nel 1993. Prodotto da Filippo Gabbrielli.

## Tracce
1. Le donne di Atene – 4:55
2. Voglio – 4:19
3. The Wind Cries Mary – 3:08
4. La canzone dell'acqua – 2:21
5. Come in uno specchio – 6:16
6. Jamaica Farewell – 2:53
7. Vil Coyote – 4:32
8. Katia – 3:36
9. Machine Gun Kelly – 2:14
10. Laura degli specchi – 3:20
11. Four & Twenty – 2:55
12. Dolce Italia – 3:56
13. Favola – 1:33
14. Il treno – 5:14
15. Mio cucciolo d'uomo – 5:13

Durata totale: 56:25